# Índice de Desenvolvimento Familiar
O IDF (Índice de Desenvolvimento Familiar) é um índice brasileiro, criado pelo Ministério do Desenvolvimento Social e Combate à Fome com base nos dados do Cadastro Único, onde constam informações sobre famílias assistidas pelo Bolsa Família. O IDF varia de 0 a 1. Quanto mais perto de 1, melhor o resultado.
Para o cálculo do IDF, são considerados o Acesso ao trabalho, Disponibilidade de recursos, Desenvolvimento infantil, Condições habitacionais, Acesso ao conhecimento e Vulnerabilidade.